# Сфумато

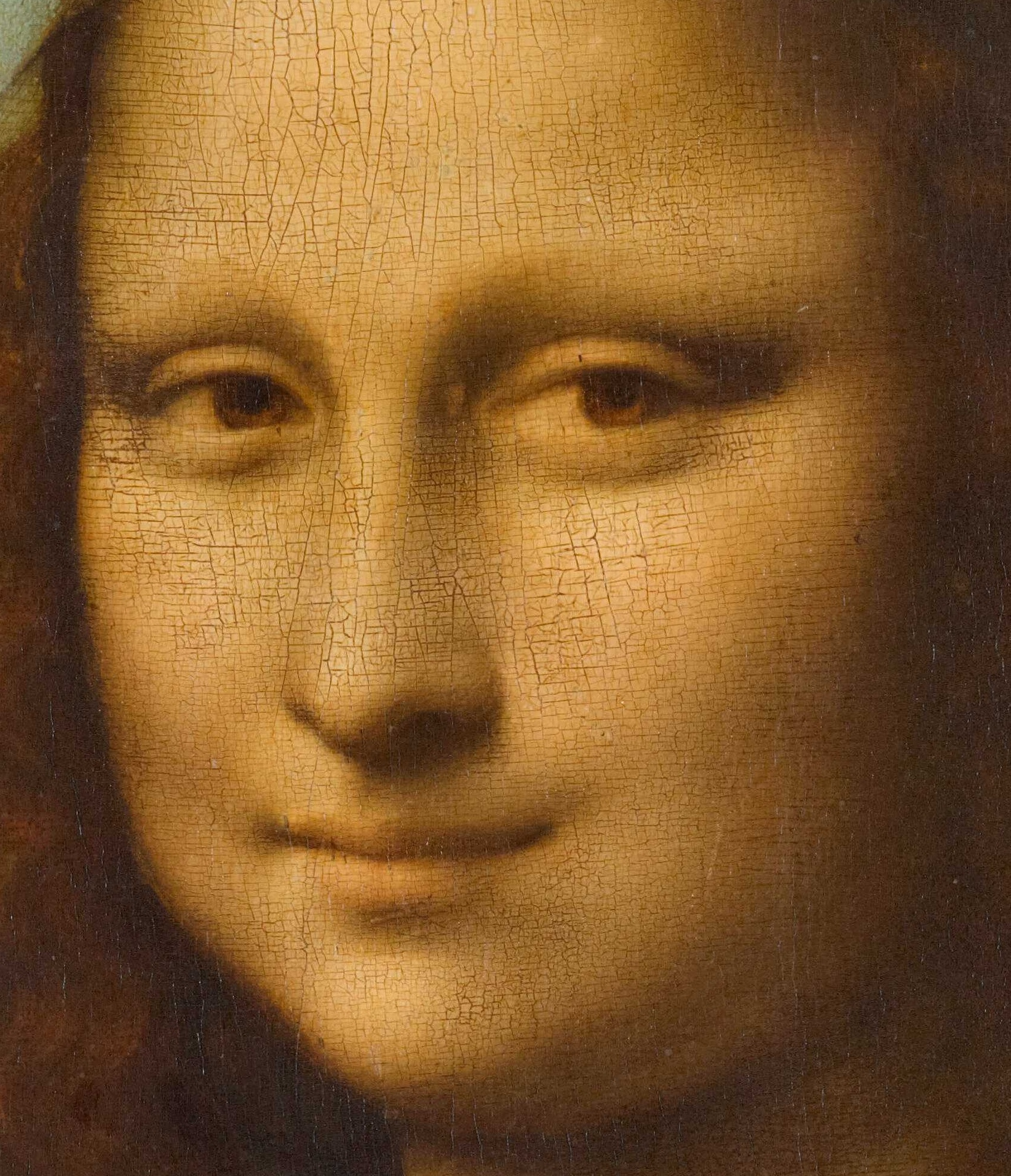
Леонардо да Винчи. Мона Лиза дель Джокондо. Деталь. 1503−1519. Лувр, Париж

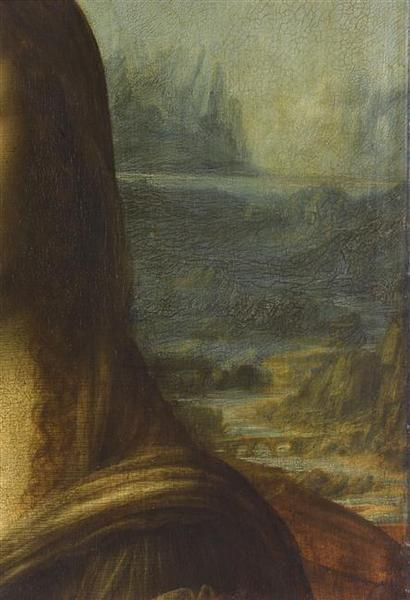
Мона Лиза дель Джокондо. Деталь

Сфума́то (итал. sfumato «затуманенный, неясный, расплывчатый» ← лат. fumus «дым, туман») — термин, обозначающий в изобразительном искусстве мягкость моделировки, особое качество живописной манеры, плавность тональных переходов, расплывчатость, размытость контуров. Как правило, используется для передачи глубины изобразительного пространства, воздушной среды и в этом смысле является одним из приёмов воздушной и тональной перспективы.
Термин ввел выдающийся художник эпохи итальянского Возрождения Леонардо да Винчи. В сборнике записей Леонардо, получившем название «Трактат о живописи», приводятся его наставления молодому живописцу:

 «Вещи на расстоянии кажутся тебе двусмысленными и сомнительными; делай и ты их с такой же расплывчатостью, иначе они в твоей картине покажутся на одинаковом расстоянии… не ограничивай вещи, отдалённые от глаза, ибо на расстоянии не только эти границы, но и части тел неощутимы… Напоследок, чтобы твои тени и света были объединены, без черты или края, как дым» (итал. fumo)
Наиболее ясно этот приём Леонардо да Винчи продемонстрировал в знаменитом портрете Моны Лизы дель Джокондо на дальнем плане — в «лунном пейзаже», как его назвали из-за загадочности самого мотива, — но также и в других поздних произведениях.
Не будучи колористом, как и другие мастера флорентийской школы периода кватроченто, и даже римской школы начала XVI века, Леонардо нашёл собственный способ объединения различных частей композиции, прежде всего фигур переднего и дальнего планов, свето-воздушной средой. Он писал, следуя фламандской манере, тончайшими лессировками. Поэтому закономерно связал сфумато с принципом воздушной перспективы, согласно которому удалённые предметы необходимо изображать более холодным цветом и с «размытыми контурами»:

 «Существует ещё другая перспектива, которую я называю воздушной, ибо вследствие изменения воздуха можно распознать разные расстояния до различных зданий… В этом случае следует изображать воздух несколько плотным. Ты знаешь, что в таком воздухе самые последние предметы, в нём видимые, как, например, горы, вследствие большого количества воздуха, находящегося между твоим глазом и горою, кажутся синими, почти цвета воздуха…»
Однако, вопреки собственным «научным принципам», Леонардо в поздний период творчества использовал сфумато в иных целях — для придания изобразительным образам «нежности и очарования», некоей загадочности, граничащей с манерностью. Именно это поверхностное качество леонардовской живописи усвоили его эпигоны — «леонардески» и маньеристы второй половины XVI века.
Термин сфумато использовали в истории искусства и далее: в отношении живописи малых голландцев, французских художников барбизонской школы, импрессионистов, для характеристики индивидуальных манер отдельных мастеров.
В 2010 году приём сфумато стал одним из объектов рентгенологического исследования, которому учёный Филип Уолтер (англ. Philippe Walter) и его коллеги подвергли несколько полотен Леонардо, в том числе «Мону Лизу». Рентгеновский луч позволяет исследовать слои красок, не повреждая основу живописного произведения. Выяснилось, что Леонардо да Винчи наносил слои краски толщиной всего в пару микрометров, общая толщина слоя не превышала 30−40 мкм. Также учёные заявили, что не обнаружили на доске ни одного явного мазка или отпечатка пальцев художника. Это стало ещё одним секретом картины.